# لسانيات بينية
(en) Gobbo, Federico, 2020, Introduction to Interlinguistics, München: GRIN Publishing
وجدت اللسانيات البينية كعلم اللغات الممنهجة منذ أكثر من قرن كفرعٍ محدد من اللسانيات لدراسة الجوانب المختلفة من التواصل اللغوي وكونه أوتّو جسبرسن في عام 1931 كعلم اللغة الوسيطة مثل؛ الاتصال اللغوي المصمم للتواصل العالمي.
في العصر الحديث بات هدف دراسة اللسانيات البينية متعلقًا بتخطيط اللغة ومجموعة الاستراتيجيات التي تؤثر ببطء على بنية وعمل اللغة الحية، وفي هذا الإطار أصبحت اللسانيات البينية جزءًا جانبيًا من اللغات الممنهجة.

 ظهرت اللسانيات البينية لأول مرة كفرع من دراسات مخصصة لتأسيس مبادئ لغات المساعدة العالمية لكن خلال قرن درسه مختلف من العلماء وتوسع حتى بات تخصصًا متداخلًا ويشمل جوانبًا متنوعة من التواصل وتخطيط اللغة ومعيرتها وتعدد اللغات والعولمة وشروط اللغة والترجمة واللغويات الاجتماعية والتواصل الثقافي الداخلي وتاريخ صنع اللغة والأدب مكتوبين بلغات ممنهجة (لغات مساعدة عالمية ولغات ممنهجة) واللغات الأدبية الخيالية و لغات التواصل المشترك واللغات الهجينة واللغات المولدة واللغات المصطنعة على الإنترنت والعديد من المواضيع الأخرى التي أضيفت.

## أصل التسمية وتاريخها
أصل الكلمة فرنسي (Interlinguistique) صاغها البلجيكي يوليوس ميسمانس
الفترات التاريخية الأساسية للسانيات البينية هي:
- • عصر الرواد (1879م -1911 م) حيث وضعت الأساسيات قدمًا • الحقبة الأساسية (1991 م -1951 م) حيث تصارع اللغويون البينيون لتحديد أفضل شكل للغة المساعدة • حقبة التعليم (1951-1990) حيث نشأت مدارس اللسانيات البينية المستقلة في عدد من الدول أهمها ألمانيا و هنغاريا وإيطاليا وهولندا وبولندا – • الحقبة الحالية لسياسة اللغة (1990- الآن) حيث تكاملت اللسانيات البينية بدراسات أخرى أهمها اللغويات والعلوم الاجتماعية والسياسية المختلفة مرتبطة بالأخص بمواضيع كالعولمة والعدالة اللغوية وإدارة التعدد اللغوي وأشكالٍ انتقالية جديدة ----

في معهد اللغويات في جامعة عليكرة الإسلامية هناك برنامج خارجي مدته ثلاث سنوات لدراسات اللسانيات البينية، ويوفر هذا البرنامج للطلاب أساسيات اللغويات العامة واللسانيات البينية والاتصال العالمي والتواصل بين الثقافات مع التركيزعلى اللغويات والثقافة وحركة التشتت العالمي وإسبرانتو اللغة الممنهجة الفعالة طبيعيًا، وكل ثلاث سنوات ينظم برنامج دراسات اللسانيات البينية ندوة عالمية عن اللسانيات البينية
كما أن هنالك في جامعة أمستردام كرسي للإسبرانتو واللسانيات البينية.

## مجال الدراسات
يعنى مجال اللسانيات البينية بلغات المساعدة الدولية – والتي تسمى كذلك باللغات المصنعة واللغات المساعدة واللغات الاصطناعية – كالإسبرانتو وكذلك بالعلاقة بين اللغات الممنهجة ومنهجة اللغات، كما تهتم اللسانيات البينية بالتقصي عن كيفية عمل العرقيات واللغات الممنهجة العالمية كلغة تواصل مشتركة ومع الاحتمالات لتحسين اللغويات البينية.
يمكن تفسير مصطلح اللغويات البينية بطريقتين على الأقل:
1. دراسة الانترلينقوا interlinguae والتي تخدم تواصل اللسانيات البيني – يجب ألا يخلط بينها وبين اللغات الوسيطة لمتعلمي اللغة والتي يسميها بعض المؤلفين انترلانقوجزnterlanguages
2. دارسة لظاهرة يمكن ملاحظتها بين اللغات

من بين هذين التفسيرين فإن الأول هو أمتنها، في حين أن ماريو واندروسوزكا فكر بالثاني فقط.
ظهر المصطلح لأول مرة في فرنسا (interlinguistique) واستخدمه يوليوس ميسمانس عام 1911 م في رسالة تتعلق بلغات المساعدة العالمية وأصبح تابعًا واسع القبول لعنوان للغوي الدنماركي أوتّو جيسبرسون في مؤتمر اللغويات الثاني عام 1931 م، وفقًا لجيبرسون فإن اللسانيات البينية هي الفرع من علم اللغة الذي يعنى  بتركيب اللغات كلها وأفكارها الأساسية مع اعتبار أساسيات القواعد للغة الوسيط كاللغات المساعدة وهدفها هو أن تُستخدم في الكتابة والحديث من قبل الناس الذين لا يفهمون إذا ما تحدثوا بلغتهم الأم، وفقًا لهذا التعريف فالتقصيات المهمة لتحسين اتصال اللسانيات البينية هي التي تتمحور حول الدراسات وقد تكون الغاية هي تطوير لغة جديدة للاستخدام العالمي أو لتستخدم في الدول ذات اللغات المتعددة.
الأبحاث من هذا النوع تولاها الوفد العالمي والذي طور ايدو (1907) وكذلك تولتها منظمة لغة المساعدة العالمية والتي طورت انترلينقوا (1951).
اعتبر فالتر تولي اللسانيات البينية كمجال فرعي من منهجة اللغات.
طبقت القواعد التي اقترحها لمنهجة اللغة على التطور الموجه للغات الوطنية وكذلك تطبق بحرية أكبر على لغات المساعدة الممنهجة ، وإنه لمن المهم ملاحظة أن هذه القواعد لها نظائر مشابهة ضمن قواعد قريس الأساسية للمحادثة، وتصف هذه القواعد كيف يمكن تحقيق التواصل الفعال خلال المحادثة، وحتى تكون اللغة عملية وجيدة يجب عليها أن تحترم هذه القواعد ولا تفعل اللغات هذا دومًا.
ليست معظم المنشورات في مجال اللسانيات البينية إنشائية إنما هي وصفية أو مقارنة أو تاريخية أو لغوية اجتماعية أو مهتمة بترجمة البشر أو الآلات. أما بالنسبة للإسبرانتو وهي أكثر لغة وسيطة بنائية فهناك أبحاث كثيرة نسبية عن اللغة نفسها وفقهها.
هناك عدد قليل من اللغات الممنهجة طبق عمليًا لحد يستحق الملاحظة، وأكثرها نجاحًا كانت (Volapük) فولابوك (1879 يوهان مارتين شلاير) و إسبرانتو (1887 لودفيك زامنهوف) ولاتسنو سين فليكيون (1903 جوزيه بيانو) و ايدو (1907 لويس كوتيورات) وأوكسيدنتا-إنترلينق (19022 إدجار دو واهي) وإنترلينقوا (1951 منظمة لغة المساعدة العالمية وألكساندر غودي)، والإسبرانتو هي اللغة الوحيدة التي ما زالت تمتلك مجتمعًا كبيرًا من المتحدثين بها في الوقت المعاصر، وتستحق رموز بليس (1949 تشالرز كي بليس) أن تذكر هنا حيث كانت معنية للتواصل العالمية إلا أنها وجدت مجال تطبيق آخر كوسيلة تواصل للأشخاص الذين يفتقدون القدرة على استخدام لغة عادية سواء لإعاقة حركية أو فكرية.

## أنواع اللغات البينية
|        | اللغة المحكية فقط                  | اللغة المنطوقة والمكتوبة                | اللغة المكتوبة فقط                     | لغة الإشارة         | لغة متعددة الوسائط               |
| ------ | ---------------------------------- | --------------------------------------- | -------------------------------------- | ------------------- | -------------------------------- |
| طبيعية | رسينورسك واللغات الأخرى            | توك بسين واللغات الهجينة المرسخة الأخرى | الصينية التقليدية (وتستخدم كلغة بينية) | لغة الإشارة الهندية | سيلبو قوميرو ولغات الصفير الأخرى |
| ممنهجة | دامين ( ليست من اللسانيات البينية) | الاسبرانتو وغيرها                       | رموز بليس واللغات الرمزية الأخرى       | الجستونو (للصم)     | سولريسول                         |

من بين اللغات الممنهجة إنه لمن المعتاد التفريق بين لغات بريوري ولغات بوستري حيث تبنى الأخيرة على مصدر أو غالبًا عدة مصادر لغات في حين لا يبدو هذا ظاهرًا في لغات بريوري كاللغات الفلسفية في القرن السابع عشر وسولرسول واللغات المنطقية الأخرى في القرن العشرين كاللوقلان ولوجبان، اللسانيات البينية التي ظهرت طبيعيًا هي بالضرورة لاحقة أو أيقونية (باستخدام إشارات متخيلة أو محاكاة).

## قائمة المراجع
- Gode ، ألكساندر ، Interlingua: قاموس اللغة الدولية  نيويورك: ناشرو العاصفة ، 1951.
- التوحيد البيني ، Historia de Interlingua ، 2001 ، المراجعة 2006.
- جيسبرسن ، أوتو ، Interlinguistics ، الاتصالات الدولية ، 1931.
- شوبرت ، كلاوس (محرر): Interlinguistics. جوانب علم اللغات المخططة. موتون دي جروتر ، برلين / نيويورك 1989.
- зузнецов، С.Н. (1987). Теоретические основы интерлингвистики. Москва: Издательство Университета дружбы народов. [Kuznetsov، SN (1987). الأسس النظرية لعلم اللغة. موسكو: جامعة الشعوب الصداقة]
- ديفيد ج . بيترسون . (2015) ، فن اختراع اللغة: من أمراء الخيل إلى الجان المظلم ، والكلمات وراء بناء العالم ، نيويورك: البطريق ، 292 صفحة.

## روابط خارجية
(plulingva) مشاكل اللغة والتخطيط اللغوي  (LPLP) هي مجلة دولية متعددة اللغات تمت مراجعتها من قبل النظراء ، وهي مكرسة لدراسة التعددية اللغوية وسياسة اللغة "en heeft geregeld een rubriek Interlinguistics / Interlingüística / Interlinguistik / Interlingvistiko
(de، en) Österreichische Nationalbibliothek (ÖNB) - fachbibliotek für Interlinguistik (faka biblioteko por interlingvistiko)
(eo، fr) Centre de documentation et d'étude sur la langue internationale (CDELI) : www.cdeli.org
(ar) دراسات بين اللغتين واسبرانتو
(ر) Język Komunikacja Informacia ( JKI )